# Тонья, Домингаш
Домингаш Эмбана Тонья (порт. Domingas Embana Togna; род. 14 июня 1981 или 14 января 1981) — бисау-гвинейская легкоатлетка, выступавшая в беге на средние, длинные дистанции и в марафонском беге. Участница летних Олимпийских игр 2008 года.

## Биография
Домингаш Тонья родилась 14 января или 14 июня 1981 года.
В 2007 году участвовала в чемпионате мира по лёгкой атлетике в Осаке. В марафонском беге не смогла завершить дистанцию.
В том же году выступала на Всеафриканских играх в Алжире. В полумарафоне заняла последнее, 19-е место при одной не финишировавшей, показав результат 1 час 33 минуты 6 секунд.
В 2008 году вошла в состав сборной Гвинеи-Бисау на летних Олимпийских играх в Пекине. В беге на 1500 метров заняла в полуфинале последнее, 11-е место с результатом 5 минут 5,76 секунды, уступив 51,42 секунды попавшей в финал с 3-го места Бтиссам Лахуад из Марокко.

## Личный рекорд
- Бег на 1500 метров — 5.05,76 (21 августа 2008, Пекин)[3]